# Lijst van planetoïden 18101-18200
Dit is een lijst van planetoïden 18101-18200. Voor de volledige lijst zie de lijst van planetoïden.
Stand per 21 maart 2022. Afgeleid uit data gepubliceerd door het Minor Planet Center.
| Naam                     | Voorlopige naamgeving | Datum ontdekking  | Ontdekker                                              |
| ------------------------ | --------------------- | ----------------- | ------------------------------------------------------ |
| (18101) Coustenis        | 2000 LF2              | 5 juni 2000       | LONEOS                                                 |
| (18102) Angrilli         | 2000 LN4              | 3 juni 2000       | LONEOS                                                 |
| (18103) -                | 2000 MC5              | 26 juni 2000      | LINEAR                                                 |
| (18104) Mahalingam       | 2000 NP3              | 3 juli 2000       | LINEAR                                                 |
| (18105) -                | 2000 NT3              | 7 juli 2000       | LINEAR                                                 |
| (18106) Blume            | 2000 NX3              | 4 juli 2000       | LONEOS                                                 |
| (18107) -                | 2000 NC5              | 7 juli 2000       | LINEAR                                                 |
| (18108) -                | 2000 NT5              | 8 juli 2000       | LINEAR                                                 |
| (18109) -                | 2000 NG11             | 7 juli 2000       | LINEAR                                                 |
| (18110) HASI             | 2000 NK3              | 5 juli 2000       | LONEOS                                                 |
| (18111) Pinet            | 2000 NB4              | 5 juli 2000       | LONEOS                                                 |
| (18112) Jeanlucjosset    | 2000 NX7              | 5 juli 2000       | LONEOS                                                 |
| (18113) Bibring          | 2000 NC9              | 5 juli 2000       | LONEOS                                                 |
| (18114) Rosenbush        | 2000 NN9              | 5 juli 2000       | LONEOS                                                 |
| (18115) Rathbun          | 2000 NT9              | 5 juli 2000       | LONEOS                                                 |
| (18116) Prato            | 2000 NY2              | 5 juli 2000       | LONEOS                                                 |
| (18117) Jonhodge         | 2000 NY3              | 5 juli 2000       | LONEOS                                                 |
| (18118) -                | 2000 NB24             | 5 juli 2000       | Spacewatch                                             |
| (18119) Braude           | 2000 NZ4              | 4 juli 2000       | LONEOS                                                 |
| (18120) Lytvynenko       | 2000 NA5              | 4 juli 2000       | LONEOS                                                 |
| (18121) Konovalenko      | 2000 NF5              | 4 juli 2000       | LONEOS                                                 |
| (18122) Forestamartin    | 2000 NL7              | 4 juli 2000       | LONEOS                                                 |
| (18123) Pavan            | 2000 NS7              | 4 juli 2000       | LONEOS                                                 |
| (18124) Leeperry         | 2000 NE8              | 3 juli 2000       | LINEAR                                                 |
| (18125) Brianwilson      | 2000 OF               | 22 juli 2000      | J. Broughton                                           |
| (18126) -                | 2000 OU3              | 24 juli 2000      | LINEAR                                                 |
| (18127) Denversmith      | 2000 OX3              | 24 juli 2000      | LINEAR                                                 |
| (18128) Wysner           | 2000 OD5              | 24 juli 2000      | LINEAR                                                 |
| (18129) -                | 2000 OH5              | 24 juli 2000      | LINEAR                                                 |
| (18130) -                | 2000 OK5              | 24 juli 2000      | LINEAR                                                 |
| (18131) -                | 2000 OM5              | 24 juli 2000      | LINEAR                                                 |
| (18132) Spector          | 2000 ON9              | 30 juli 2000      | J. Broughton                                           |
| (18133) -                | 2000 OL12             | 23 juli 2000      | LINEAR                                                 |
| (18134) -                | 2000 OS14             | 23 juli 2000      | LINEAR                                                 |
| (18135) -                | 2000 OQ20             | 31 juli 2000      | LINEAR                                                 |
| (18136) -                | 2000 OD21             | 31 juli 2000      | LINEAR                                                 |
| (18137) -                | 2000 OU30             | 30 juli 2000      | LINEAR                                                 |
| (18138) -                | 2000 OP35             | 31 juli 2000      | LINEAR                                                 |
| (18139) -                | 2000 OF37             | 30 juli 2000      | LINEAR                                                 |
| (18140) -                | 2000 OD39             | 30 juli 2000      | LINEAR                                                 |
| (18141) -                | 2000 OK42             | 30 juli 2000      | LINEAR                                                 |
| (18142) Adamsidman       | 2000 OG7              | 31 juli 2000      | LINEAR                                                 |
| (18143) -                | 2000 OK48             | 31 juli 2000      | LINEAR                                                 |
| (18144) -                | 2000 OO48             | 31 juli 2000      | LINEAR                                                 |
| (18145) -                | 2000 OX48             | 31 juli 2000      | LINEAR                                                 |
| (18146) -                | 2000 OU49             | 31 juli 2000      | LINEAR                                                 |
| (18147) -                | 2000 OY50             | 31 juli 2000      | LINEAR                                                 |
| (18148) Bellier          | 2000 OZ7              | 29 juli 2000      | LONEOS                                                 |
| (18149) Colombatti       | 2000 OB8              | 29 juli 2000      | LONEOS                                                 |
| (18150) Lopez-Moreno     | 2000 OC0              | 29 juli 2000      | LONEOS                                                 |
| (18151) Licchelli        | 2000 OT60             | 29 juli 2000      | LONEOS                                                 |
| (18152) Heidimanning     | 2000 OW60             | 29 juli 2000      | LONEOS                                                 |
| (18153) -                | 2000 OC61             | 30 juli 2000      | LINEAR                                                 |
| (18154) -                | 2000 PA               | 1 augustus 2000   | Črni Vrh                                               |
| (18155) Jasonschuler     | 2000 PF2              | 1 augustus 2000   | LINEAR                                                 |
| (18156) Kamisaibara      | 2000 PU4              | 3 augustus 2000   | BATTeRS                                                |
| (18157) Craigwright      | 2000 PH0              | 1 augustus 2000   | LINEAR                                                 |
| (18158) Nigelreuel       | 2000 PM0              | 1 augustus 2000   | LINEAR                                                 |
| (18159) Andrewcook       | 2000 PW0              | 1 augustus 2000   | LINEAR                                                 |
| (18160) Nihon Uchu Forum | 2000 PY2              | 7 augustus 2000   | BATTeRS                                                |
| (18161) Koshiishi        | 2000 PZ12             | 7 augustus 2000   | BATTeRS                                                |
| (18162) Denlea           | 2000 PX5              | 1 augustus 2000   | LINEAR                                                 |
| (18163) Jennalewis       | 2000 PF6              | 1 augustus 2000   | LINEAR                                                 |
| (18164) -                | 2000 PA20             | 1 augustus 2000   | LINEAR                                                 |
| (18165) -                | 2000 PN20             | 1 augustus 2000   | LINEAR                                                 |
| (18166) -                | 2000 PG27             | 8 augustus 2000   | P. R. Holvorcem                                        |
| (18167) Buttani          | 2000 PS27             | 6 augustus 2000   | Valmeca                                                |
| (18168) -                | 2000 PN28             | 4 augustus 2000   | NEAT                                                   |
| (18169) Amaldi           | 2000 QF               | 20 augustus 2000  | V. S. Casulli                                          |
| (18170) Ramjeawan        | 2000 QW2              | 24 augustus 2000  | LINEAR                                                 |
| (18171) Romaneskue       | 2000 QB5              | 24 augustus 2000  | LINEAR                                                 |
| (18172) -                | 2000 QL7              | 25 augustus 2000  | LINEAR                                                 |
| (18173) -                | 2000 QD8              | 25 augustus 2000  | K. Korlević, M. Jurić                                  |
| (18174) Khachatryan      | 2000 QW4              | 24 augustus 2000  | LINEAR                                                 |
| (18175) Jenniferchoy     | 2000 QB5              | 24 augustus 2000  | LINEAR                                                 |
| (18176) Julianhong       | 2000 QG2              | 24 augustus 2000  | LINEAR                                                 |
| (18177) Harunaga         | 2000 QK7              | 24 augustus 2000  | LINEAR                                                 |
| (18178) -                | 2000 QP28             | 24 augustus 2000  | LINEAR                                                 |
| (18179) -                | 2000 QV29             | 25 augustus 2000  | LINEAR                                                 |
| (18180) Irenesun         | 2000 QB0              | 25 augustus 2000  | LINEAR                                                 |
| (18181) -                | 2000 QD34             | 26 augustus 2000  | LINEAR                                                 |
| (18182) Wiener           | 2000 QC5              | 27 augustus 2000  | P. Pravec, P. Kušnirák                                 |
| (18183) -                | 2000 QG37             | 24 augustus 2000  | LINEAR                                                 |
| (18184) Dianepark        | 2000 QR7              | 24 augustus 2000  | LINEAR                                                 |
| (18185) -                | 2000 QW49             | 24 augustus 2000  | LINEAR                                                 |
| (18186) -                | 2000 QW50             | 24 augustus 2000  | LINEAR                                                 |
| (18187) -                | 2000 QQ53             | 25 augustus 2000  | LINEAR                                                 |
| (18188) -                | 2000 QD55             | 25 augustus 2000  | LINEAR                                                 |
| (18189) Medeobaldia      | 2000 QN2              | 24 augustus 2000  | LINEAR                                                 |
| (18190) Michaelpizer     | 2000 QY9              | 25 augustus 2000  | LINEAR                                                 |
| (18191) Rayhe            | 2000 QL0              | 25 augustus 2000  | LINEAR                                                 |
| (18192) Craigwallace     | 2000 QP0              | 25 augustus 2000  | LINEAR                                                 |
| (18193) Hollilydrury     | 2000 QT3              | 26 augustus 2000  | LINEAR                                                 |
| (18194) -                | 2000 QE100            | 28 augustus 2000  | LINEAR                                                 |
| (18195) -                | 2000 QG116            | 28 augustus 2000  | LINEAR                                                 |
| (18196) Rowberry         | 2000 QY2              | 26 augustus 2000  | LINEAR                                                 |
| (18197) -                | 2055 P-L              | 24 september 1960 | C. J. van Houten, I. van Houten-Groeneveld, T. Gehrels |
| (18198) -                | 2056 P-L              | 24 september 1960 | C. J. van Houten, I. van Houten-Groeneveld, T. Gehrels |
| (18199) -                | 2583 P-L              | 24 september 1960 | C. J. van Houten, I. van Houten-Groeneveld, T. Gehrels |
| (18200) -                | 2714 P-L              | 24 september 1960 | C. J. van Houten, I. van Houten-Groeneveld, T. Gehrels |